# Klein Gladebrügge
Klein Gladebrügge település Németországban, Schleswig-Holstein tartományban. Lakosainak száma 650 fő (2023. december 31.). Klein Gladebrügge Traventhal és Schwissel községekkel határos.

## Népesség
A település népességének változása:
| Lakosok száma | 558  | 567  | 555  | 584  | 650  |
|               | 2017 | 2019 | 2021 | 2022 | 2023 |